# Serra del Banyader
La Serra del Banyader és una serra interna del municipi de Conca de Dalt, antigament del d'Hortoneda de la Conca, situada just a migdia del poble d'Hortoneda.
Es tracta d'una serra llarga, de quasi tres quilòmetres de longitud, que s'estén de nord a sud, molt lleugerament decantada cap a llevant a mesura que puja d'alçada, que des del poble esmentat s'adreça a la zona de darrere (nord) del Roc de Pessonada, que ateny prop de l'Espluga del Madaleno.
El sector més proper al poble està format pel Serrat de Fosols, que és la continuïtat cap al nord de la Serra del Banyader. S'uneixen les dues formacions orogràfiques a la Collada de Pueres, a 1.186,7 m. alt.